# 龍王戰士
《龍王戰士》，是日本游戏公司卡普空于1991年制作和发行的街機横向卷轴类清版动作游戏。玩家可以從五個角色中進行選擇，角色特性皆不同，和《圓桌武士》一樣可以武器升級（最高為8級）。遊戲內容有參考龍與地下城的設定。

## 情節
中土世界就是本作的世界觀和時代背景，魔法大陸歷973年，墮落紅龍吉爾迪斯（Gildiss）從長久的沉睡中醒來，黑暗軍團突然現身人間，無數魔獸和亡靈從深淵中走出，向人類世界發起了兇悍的進攻，城堡陷落，村莊被毀，王國崩潰，人們陷入了前所未有的恐慌之中。五位來自不同種族的傳奇英雄挺身而出，向黑暗軍團和紅龍發起了反攻。他們分別是戰士、巫師、牧師、精靈射手和矮人武士。玩家以旅行各地屠殺各種龍類以及魔物為過關目標。
角色最高等級為24級，五個英雄可分為近戰型和遠程型，武器與盾牌／弓／飾品皆能升到8級，每一級都會增加一定比例的攻防。戰士、牧師和矮人是近戰，他們的共同點是手持近戰武器攻擊距離短，擁有盾牌可以格擋。而精靈和巫師攻擊距離遠，但無法格擋，防禦低，血條短。遊戲中有五種魔法水晶球，流星、雷電、火焰、青蛙和珠寶，對敵人使用能造成相對的傷害，但未在一段時間內使用就會消失。被敌人抓住時，快速按下左右还有保险键（跳跃键和攻击键），可以挣脱敌人的束缚。與其它街機遊戲相比，遊戲沒有繁雜的出招指令，就只有攻击、跳跃、防御／格擋（仅限有盾牌的角色）和扣血保命招式（保险）。　

## 英雄介紹
- 戰士（Fighter）：名字是德里克『デレク（Dereku / Derek）』，物理攻击、防守、攻速、移动速度比較全面，戴牛角頭盔，手握刀剑与怪物战斗，但害怕魔法傷害。魔法水晶的威力是五人之中最低的，升級速度僅次於牧師。
- 巫師（Wizard）：名字是雷杰 / 萊格『レジェ（Rejie / Leger）』，前期攻击弱，血量少，速度方面是劣势，到后期攻击会越来越强，通常攻击的魔法，距离敌人越近威力越高，接近战的攻击力在五人中最高。魔法水晶的威力也是最高的。通過法杖、戒指和護身符等各種魔法升級裝備來提高攻击力和防禦力。
- 牧師（Cleric）：名字是奧爾多 / 阿爾多『アルド（Arudo / Aldo）』，手握錘矛与怪物战斗，防禦力是五人中最高的。升级速度最快，但是攻击力比戰士略低，跳跃低，移动速度最慢。在多人游戏时，自己满血吃到紫色藥水可以得到五千分，全体队友的血量会直接回复漲滿。
- 精靈（Elf）：名字是拉贝乐 / 拉威爾『ラベル（Raberu / Ravel / Label）』，攻击距离最远，可以实现有利的远距离战斗，但攻击力与防禦力最低。血比巫师多一点，升级最慢，达到最强的24级需要超过390万经验值。他的跳躍速度比戰士和巫師都慢。通過獲得更好的弓箭，提高射箭的速度和射程，而箭的升級增加了攻擊強度。
- 矮人（Dwarf）：名字是巴爾加斯『バルガス（Barugasu / Vulgus / Vargas / Valgus）』，攻击力比戰士略高，其体格使怪物的物理攻击难以命中。但挥动斧头的速度慢，影响战斗效率。升级也有点慢。